# Parque Torre Ramona
El zaragozano parque Torre Ramona de 47 938 m² de superficie dispuesta en forma de "L" con 5 zonas a distintos niveles de los trazados varios, está situado en el Barrio de Las Fuentes. Cuenta con zonas de juegos infantiles y un estanque de forma triangular. 
Se inauguró en 1983. El 15 de enero de 2021, fue abierto a la ciudadanía tras meses de obras que transformaron su eje central, renovaron su red de saneamiento; instalaron pavimento de adoquines y firme de hormigón y se renovaron la vegetación, iluminación, fuentes y mobiliario urbano.

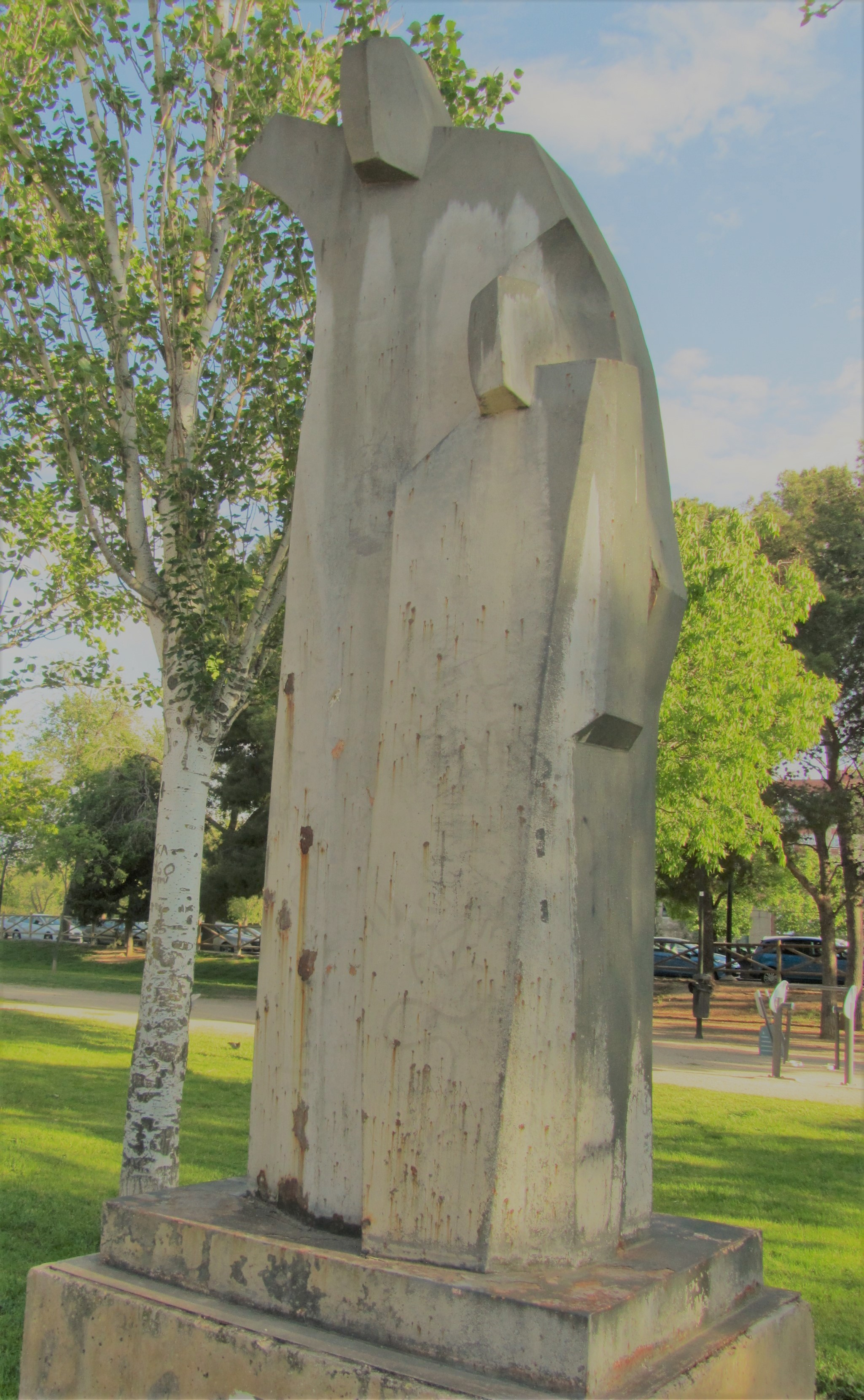
Monumento a la Amistad

Es el principal monumento del parque, se trata de una escultura alegórica de la amistad realizada por Jacinto Ramos García en chapa de hierro con pedestal de hormigón con una altura total de unos 3,6 metros. Se inauguró en mayo de 2007 como parte de un plan de embellecimiento del barrio.